# André-Claude Lacoste
Pour les articles homonymes, voir Lacoste.
André-Claude Sylvain Louis Lacoste, dit André-Claude Lacoste, né le 15 novembre 1941 à Neuilly-sur-Seine, est un haut fonctionnaire français qui a dirigé les instances de sûreté nucléaire entre 1993 et 2012, et notamment présidé l'Autorité de sûreté nucléaire (ASN) entre 2006 et 2012.
Il est, depuis septembre 2013, président de l'Institut pour une culture de sécurité industrielle (Icsi) et de la Fondation pour une culture de sécurité industrielle (Foncsi).

## Biographie
Son père était officier du génie militaire et ingénieur géographe et sa mère femme au foyer. 
Avec ses parents, il passe trois années de son enfance à Madagascar et en Afrique-Equatoriale française. L’un de ses grands-pères était commissaire de la marine et l’autre officier,  mort durant la Première Guerre mondiale.
Il entre à l'École polytechnique en 1960 et sort classé 9e en 1962, puis il entre en 1963 à l'École des mines de Paris et sort en 1966, classé 4e. En 1965, il fait son stage d’ingénieur dans les mines lorsque s'est produit un accident dans la mine d’Avion. Il conduit alors l’équipe chargée d’aller récupérer les corps de 21 ouvriers décédés.
Il est marié, sans enfant.

## Carrière
Il fait partie du Corps des mines, il commence sa carrière de haut fonctionnaire au ministère de l'Industrie, exclusivement dans les services régionaux ou parisiens de l'Administration française, ce qui est exceptionnel parmi les membres du Corps des mines. Il est nommé au grade d'ingénieur général en 1987.

### Premiers postes dans le Nord-pas-de-Calais
Il est successivement :
- Ingénieur des mines, chargé du sous-arrondissement minéralogique de Valenciennes (1966-1969)
- Ingénieur des mines, chargé du sous-arrondissement minéralogique de Lille et chargé de mission auprès du préfet de région Nord-Pas-de-Calais pour l'industrie, la recherche et la reconversion du bassin minier (1969-1971)
- Chef de l'arrondissement minéralogique de Douai et en même temps directeur de l'École des mines de Douai (1971-1978) ;  En 1974, il se trouve en première ligne lors de la catastrophe minière de Liévin, qui fit 42 morts[5]. Jean-Michel Yolin qui est alors un de ses adjoints lui succédera dans ces deux fonctions en 1978.

### Postes au ministère de l’Industrie
- En 1978, il rejoint l'administration centrale du ministère chargé de l'Industrie à Paris. De 1978 à 1979, il occupe ainsi le poste de Chef des services de la Sécurité industrielle.
- De 1979 à 1982, il est adjoint du directeur de la Qualité et de la Sécurité industrielles au ministère de l'Industrie. En même temps, il est chef des services de sécurité industrielle de cette direction. À cette époque, le contrôle de la Sûreté nucléaire dans les installations d'EDF ou de Framatome était principalement réalisé par un service du CEA, compétent certes, mais non placé sous contrôle de l'Administration française. A.C. Lacoste fait valoir que le sujet est trop important pour être entièrement délégué à un établissement public à caractère industriel et commercial, et obtient la création de moyens centraux de l'État pour le contrôle et la nomination de fonctionnaires techniquement compétents comme inspecteurs des installations nucléaires[6].
- De 1982 à 1993, il continue à occuper des postes importants d'Administration centrale au ministère chargé de l'industrie, s'occupant notamment de l'Action régionale pour la Sécurité et la Compétitivité Industrielles et occupant à deux reprises, de 1990 à 1993, la fonction d'adjoint à un directeur général du ministère[7].

### Postes pour la sûreté nucléaire
- En 1993, il est nommé directeur de la Sûreté des installations nucléaires (DSIN).
- En 2002, son poste est renommé directeur général de la sûreté nucléaire et de la radioprotection (DGSNR) et étendu à la radioprotection. Toutefois, A-C Lacoste milite pour que la Sûreté nucléaire soit confiée à une Autorité indépendante. Il s'agit en effet d'affirmer l'indépendance de la Sûreté nucléaire par rapport à EDF et à sa tutelle, et d'autoriser la nouvelle Autorité à s'exprimer librement sans contrôle préalable par un cabinet ministériel.
- En 2006, le président Jacques Chirac le nomme président de la nouvelle Autorité de sûreté nucléaire (ASN)[3].
- Depuis février 2008, il est membre du Haut Comité pour la transparence et l’information sur la sécurité nucléaire (HCTISN) au titre de représentant de l’Autorité de sûreté nucléaire[8].
- A-C Lacoste est membre fondateur (1997) de l’Association internationale des autorités de sûreté nucléaire (INRA), une association qui regroupe les dirigeants des Autorités de sûreté nucléaire de l'Allemagne (GRS), du Canada (CCSN), de la Corée (KINS), de l'Espagne (CSN), des États-Unis (NRC), de la France (ASN), du Japon (NISA), du Royaume-Uni (ONR) et de la Suède (SSM).
- Il est aussi membre fondateur (1999) de WENRA (Western European Nuclear Regulators Association)[9], association européenne regroupant les dirigeants des autorités de sûreté nucléaire.
- Il est membre de droit du conseil d’administration de l’Institut de radioprotection et de sûreté nucléaire (IRSN).
- Les 28 et 29 juin 2011, il est vice-président de la première conférence européenne de l'ENSREG sur la sûreté nucléaire à Bruxelles
- Son mandat à l'ASN - de six ans non renouvelable - est arrivé à échéance le 12 novembre 2012. Le président de la République François Hollande a nommé Pierre-Franck Chevet pour le remplacer[10], tandis qu'A-C Lacoste continuerait à assumer des responsabilités au niveau international[11].

## Accident nucléaire de Fukushima
En mars 2011, lors de l'annonce de l'accident nucléaire de Fukushima, André-Claude Lacoste s'est très rapidement exprimé sur l'importance du sinistre et ses conséquences. Il a déclaré que sur l'échelle INES de 1 à 7, l'accident n'était pas au niveau 4 comme les Japonais le prétendaient, mais au niveau 5 ou 6. Mardi 15 mars 2011, il a situé le niveau à 6, contredisant là encore les Japonais. Les jours suivants, il suit de très près les événements et communique abondamment sur les différents points techniques et organisationnels de l'accident. Il affirme notamment que « personne ne peut garantir qu’il n’y aura jamais d’accident nucléaire en France ». 
Mardi 29 mars, auditionné à l'Assemblée nationale, André-Claude Lacoste déclare « Je pense que si la question d'un moratoire se pose, et nous nous la posons, ce sera sur la construction de Flamanville 3", c'est-à-dire sur le réacteur EPR actuellement en chantier dans la Manche ».
Dans les mois qui ont suivi l'accident de Fukushima, André-Claude Lacoste a piloté une évaluation complémentaire de sûreté, un réexamen de sûreté ciblé sur les problématiques soulevées par l'accident nucléaire de Fukushima, à savoir la résistance des installations nucléaires françaises à des phénomènes naturels extrêmes conduisant à un accident grave. Cette démarche s'inscrit dans le cadre de la réalisation de tests de résistance de sûreté ou "stress tests" demandée par le Conseil européen. Il a d'ailleurs présenté de nombreux résultats à un an de la catastrophe, afin de tirer des conclusions du mode de gestion des crises nucléaires qui avait été utilisé, et de définir de nouvelles règles de sûreté pour les installations françaises. 

## Décorations
- Officier de la Légion d'honneur le 28 janvier 2004, puis commandeur de la Légion d'honneur le 13 juillet 2012.
- Commandeur de l'ordre national du Mérite[17].